# V лет
«V лет» — третий концертный альбом российской хеви-метал группы «Кипелов», который вышел на лейбле CD-Maximum 10 июля 2008 года.

## Об альбоме
Запись юбилейного концерта коллектива, который прошёл 20 октября 2007 года в Ледовом дворце Санкт-Петербурга. Выпущен в аудио и видео вариантах. Запись концерта была выпущена как на CD, так и на DVD носителях.
В альбом вошла композиция «Никто», записанная для альбома «Династия посвящённых» проекта  Margenta Маргариты Пушкиной.

## Список композиций
Все тексты написаны Маргаритой Пушкиной, если не указано другое.
| №   | Название           | Текст песни      | Музыка                    | Длительность |
| --- | ------------------ | ---------------- | ------------------------- | ------------ |
| 1.  | «Путь наверх»      |                  | Валерий Кипелов           | 9:23         |
| 2.  | «Дыхание тьмы»     | Пушкина, Кипелов | Кипелов                   | 5:14         |
| 3.  | «Вавилон»          | Пушкина, Кипелов | Кипелов                   | 6:04         |
| 4.  | «Наважденье»       |                  | Алексей Харьков           | 5:57         |
| 5.  | «Я здесь»          | Пушкина, Кипелов | Кипелов                   | 5:39         |
| 6.  | «Пророк»           |                  | Сергей Маврин             | 6:32         |
| 7.  | «Не сейчас»        | Пушкина, Кипелов | Кипелов                   | 5:23         |
| 8.  | «Смутное время»    |                  | Кипелов                   | 5:15         |
| 9.  | «Никто»            |                  | Сергей Скрипников         | 4:35         |
| 10. | «Без тебя»         |                  | Андрей Большаков, Кипелов | 4:24         |
| 11. | «На распутье»      |                  | Андрей Голованов          | 6:02         |
| 12. | «Матричный Бог»    |                  | Голованов                 | 6:38         |
| 13. | «Грязь»            |                  | Сергей Терентьев, Кипелов | 4:44         |
| 14. | «Путь в никуда»    | Пушкина, Кипелов | Кипелов                   | 6:01         |
| 15. | «Реки времён»      |                  | Харьков                   | 5:16         |
| 16. | «Следуй за мной»   |                  | Кипелов                   | 4:38         |
| 17. | «Призрачный взвод» |                  | Голованов, Кипелов        | 6:11         |
| 18. | «Я свободен»       | Пушкина, Кипелов | Кипелов                   | 7:15         |
| 19. | «Воля и разум»     | Александр Елин   | Большаков                 | 9:57         |

## Участники записи
- Валерий Кипелов — вокал
- Андрей Голованов — гитара
- Вячеслав Молчанов — гитара
- Алексей Харьков — бас-гитара
- Александр Манякин — ударные

## Критика и реакция
Российский журнал Dark City дал рецензию на альбом и отметил, что немногие коллективы отмечают пятилетний юбилей с таким размахом — «С гигантской трёхуровневой сцены были исполнены почти все вещи сольников Кипелова. На DVD мы видим, пожалуй, лучшие (на тот момент) концертные съёмки в российском металле. Смотреть и слушать концерт лучше на качественной домашней системе с форматом DTS. Да-да, наконец-то CD-Maximum решились поместить многоканальную звуковую дорожку».
В 2009 году лидер группы Валерий Кипелов об альбоме отметил: «Концерту 2007 года повезло — это серьёзный шаг вперёд. Картинка, звук – всё качественно».